# Criterio del cociente

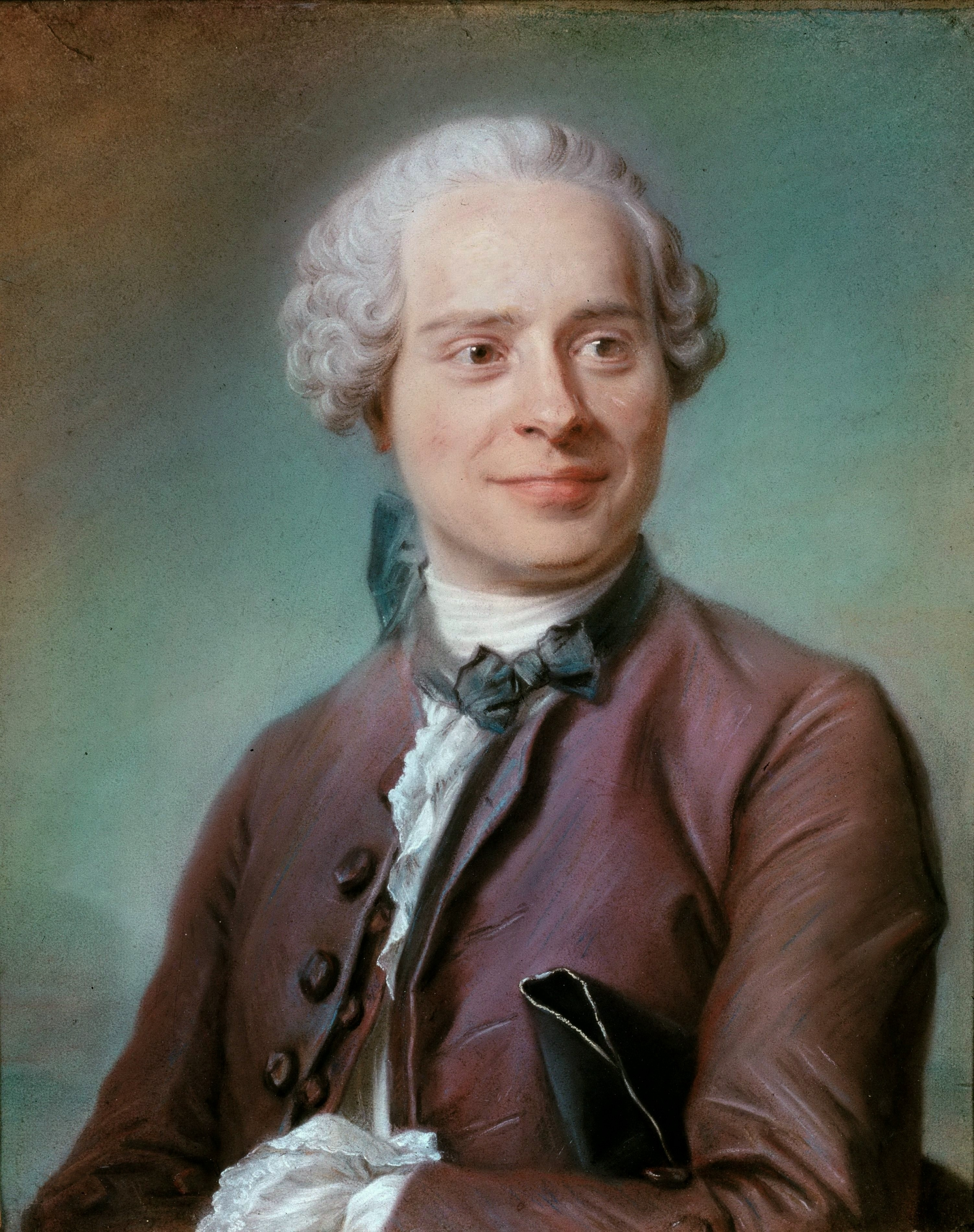
Jean le Rond d'Alembert.

El criterio del cociente o criterio de d'Alembert se utiliza para determinar la convergencia o divergencia de una serie de términos positivos cualquiera, y por tanto, hacer una clasificación de esta.
Definiendo con {\displaystyle n} a la variable independiente de la sucesión, dicho criterio establece que si llamamos respectivamente {\displaystyle \limsup } y {\displaystyle \liminf } a los límites superior e inferior de la sucesión {\displaystyle \textstyle {A_{n+1} \over A_{n}}} se obtienen cada uno de los siguientes casos:
- Si {\displaystyle \limsup <1,\ A_{n}} converge.
- Si {\displaystyle \liminf >1,\ A_{n}} diverge.
- Si {\displaystyle \liminf \leq 1\leq \limsup }, el criterio no decide y es necesario calcular el límite de otro modo.

En el caso particular de que dicha sucesión sea convergente tendremos entonces que {\displaystyle \liminf =\limsup =L}, siendo {\displaystyle L} el límite de la sucesión, por lo que el estudio se puede simplificar a los siguientes casos:
- Si {\displaystyle L<1,\ A_{n}} converge.
- Si {\displaystyle L>1,\ A_{n}} diverge.
- Si {\displaystyle L=1}, el criterio no decide y es necesario calcular el límite de otro modo.

## Formalización del método
El criterio de D'Alembert se utiliza para clasificar las series numéricas. Podemos enunciarlo de la siguiente manera:
Sea: {\displaystyle \sum _{n=0}^{\infty }f(n)}
Tal que: 
- {\displaystyle f(n)>0} (o sea una sucesión de términos positivos) y
- {\displaystyle f(n)} tienda a cero cuando {\displaystyle n} tiende a infinito (condición necesaria de convergencia)

Se procede de la siguiente manera:
De las dos condiciones anteriores tenemos que la sucesión {\displaystyle \textstyle {\frac {f(n+1)}{f(n)}}} está acotada
1) Si además de acotada, dicha sucesión es convergente calculamos:
{\displaystyle \lim _{n\to \infty }{\frac {f(n+1)}{f(n)}}=L}
Así obtenemos {\displaystyle L} y se clasifica de la siguiente manera:
- {\displaystyle L<1} la serie converge
- {\displaystyle L>1} la serie diverge
- {\displaystyle L=1} el criterio no sirve, por lo cual hay que aplicar otro criterio.

2) Si la sucesión {\displaystyle {\frac {f(n+1)}{f(n)}}} no es convergente, como sucesión acotada que es, tendrá límites superior e inferior finitos. 
Ahora bien habrá que calcularlos y proceder a aplicar el criterio más general:
{\displaystyle \limsup _{n\to \infty }{\frac {f(n+1)}{f(n)}}=\limsup }
{\displaystyle \liminf _{n\to \infty }{\frac {f(n+1)}{f(n)}}=\liminf }
Con {\displaystyle \limsup } y {\displaystyle \liminf } se clasifica de la siguiente manera:
- Si {\displaystyle \limsup <1}, la serie converge.
- Si {\displaystyle \liminf >1}, la serie diverge.
- Si {\displaystyle \liminf \leq 1\leq \limsup }, el criterio no sirve, por lo cual hay que aplicar otro criterio.

## Ejemplo
Si {\displaystyle f(n)={\frac {n+1}{n!}}}, clasificar {\displaystyle \sum _{n=1}^{\infty }f(n)}.
a){\displaystyle f(n)={\frac {n+1}{n!}}>0}
b) {\displaystyle {\frac {n+1}{n!}}} tiende a cero conforme crece {\displaystyle n} (porque el factorial crece más rápidamente que n+1)
{\displaystyle L=\lim _{n\to \infty }{\frac {f(n+1)}{f(n)}}=\lim _{n\to \infty }{\frac {\frac {n+2}{(n+1)!}}{\frac {n+1}{n!}}}=\lim _{n\to \infty }{\frac {n+2}{(n+1)!}}{\frac {n!}{(n+1)}}=\lim _{n\to \infty }{\frac {(n+2)}{(n+1)^{2}}}=\lim _{n\to \infty }{\frac {(n+1)+1}{(n+1)^{2}}}=\lim _{n\to \infty }\left({\frac {1}{n+1}}+{\frac {1}{(n+1)^{2}}}\right)=0}
y como {\displaystyle L<1}, la serie {\displaystyle \sum _{n=1}^{\infty }f(n)} converge.